# الغربیه
الغربیه (به فرانسوی: Lgharbia) یک شهرک در مراکش است که در استان سیدی بنور واقع شده‌است. الغربیه ۲۳٬۰۷۴ نفر جمعیت دارد.